# Vicki Hodge
Vicki Alexandra Hodge (Londres, 17 de octubre de 1946) es una actriz y modelo inglesa. Apareció en las películas Every Home Should Have One (1970), Layout for 5 Models (1972), y Confessions of a Sex Maniac (1974), así como en la serie de televisión Hazell. Fue entrevistada extensamente para el programa «Starring John Bindon» de la serie de televisión Real Crime sobre su relación con el gánster John Bindon.

## Biografía
Hodge nació en Londres, la tercera hija de Sir John Rowland Hodge, segundo baronet, MBE, teniente comandante en la Reserva de Voluntarios de la Royal Navy, segundo teniente en la infantería ligera de Oxfordshire y Buckinghamshire, y miembro de la Royal Historical Society, y su segunda esposa Joan, hija de Sydney Foster Wilson. Asistió a la Escuela Legat de Ballet Ruso, cuando estaba en Finchcocks, Goudhurst, Kent. Luego asistió a la Escuela de Modelaje Lucie Clayton y fue fotografiada por David Bailey, entre otros.
De 1968 a 1981, Hodge fue novia de manera intermitente del gánster y actor del Fulham, John Bindon. También es exnovia del príncipe Andrés de York; un artículo sobre su relación apareció en News of the World en 1984.
En 1969, se casó con (George) Ian Alexander Heath (fallecido en 1996), hijo de Sir Barrie Heath, presidente de GKN; se divorciaron en 1980. Su hermana, Wendy Kidd (de soltera Hodge) es madre de Jodie Kidd y Jemma Kidd.